# 多羅間俊彥
多羅間俊彥（日语：多羅間 俊彦，1929年3月24日—2015年4月15日），日本舊皇族，是東久邇宮当主兼唯一一位皇族出身的內閣總理大臣東久邇宮稔彥王之第四子，明治天皇的外孫，為皇族時稱俊彥王。

## 簡歷
1929年（昭和4年）俊彥王在東京市出生，曾在學習院接受教育，1947年10月13日實施皇籍脫離，他成為多羅間鐵輔未亡人多羅間綢的養子並遷居巴西。
多羅間俊彥與已故作家三島由紀夫相熟，三島由紀夫在1952年（昭和27年）環遊世界時，曾在多羅間俊彥巴西的種植園暫住，此事也記載三島由紀夫編寫的遊記《阿波羅之杯》中。
2015年（平成27年）4月15日，多羅間俊彥因心肌梗塞在家中逝世，享年86歲。